# Abarqobad
Abarqobad o Abarkubadh fou una antiga ciutat del sud d'Iraq entre Bàssora i Wasit, a l'est del Tigris. El seu nom antic fou Mēšūn (forma persa) o Maysān/Mayšān (formes siriana i aràbiga). El 635 Utba ibn Ghazwan va enviar soldats contra la ciutat i el general al-Mughira ibn Xuba va derrotar-hi el noble persa anomenat pels àrabs Al-Faylakan. El 732 s'hi va lliurar una batalla entre el rebel Ibn al-Aziz i les forces d'Hajjaj. No es torna a esmentar després del segle viii.